# Lepidodasys martini
Lepidodasys martini is een buikharige uit de familie Lepidodasyidae. Het dier komt uit het geslacht Lepidodasys. Lepidodasys martini werd in 1926 voor het eerst wetenschappelijk beschreven door Remane. 